# Élections municipales de 2017 en Matanie
Pour un article plus général, voir Élections municipales de 2017 dans le Bas-Saint-Laurent.
Cet article concerne les élections municipales de 2017 dans le Bas-Saint-Laurent dans la municipalité régionale de comté de La Matanie.

## Baie-des-Sables
| Partis                         | Partis               | Candidats pour la mairie | Vote | %     |
| ------------------------------ | -------------------- | ------------------------ | ---- | ----- |
|                                | Indépendant          | Denis Santerre (Sortant) | 279  | 70,99 |
|                                | Baie-des-Sables 2017 | Odette St-Laurent        | 114  | 29,01 |
| Taux de participation : 74,2 % |                      |                          |      |       |

| Partis | Partis       | Candidats conseiller #1                   | Vote            | %               |
| ------ | ------------ | ----------------------------------------- | --------------- | --------------- |
|        | Indépendante | Lynda Bernier (Sortante d'un autre poste) | Sans opposition | Sans opposition |

| Partis | Partis       | Candidats conseiller #2 | Vote            | %               |
| ------ | ------------ | ----------------------- | --------------- | --------------- |
|        | Indépendante | Nicole Marcheterre      | Sans opposition | Sans opposition |

| Partis | Partis               | Candidats conseiller #3 | Vote            | %               |
| ------ | -------------------- | ----------------------- | --------------- | --------------- |
|        | Baie-des-Sables 2017 | Jean-Noël Veillette     | Sans opposition | Sans opposition |

| Partis | Partis               | Candidats conseiller #4      | Vote            | %               |
| ------ | -------------------- | ---------------------------- | --------------- | --------------- |
|        | Baie-des-Sables 2017 | Véronique Lamarre (Sortante) | Sans opposition | Sans opposition |

| Partis | Partis               | Candidats conseiller #5 | Vote            | %               |
| ------ | -------------------- | ----------------------- | --------------- | --------------- |
|        | Baie-des-Sables 2017 | Jean-Daniel Laberge     | Sans opposition | Sans opposition |

| Partis | Partis               | Candidats conseiller #6    | Vote            | %               |
| ------ | -------------------- | -------------------------- | --------------- | --------------- |
|        | Baie-des-Sables 2017 | Sylvie Bouffard (Sortante) | Sans opposition | Sans opposition |

- Démission de Lynda Bernier (conseillère #1) peu avant le 15 janvier 2018[1].

- Odette Simoneau est élue conseillère #1 le 22 avril 2018[2].

| Candidats conseiller #1 | Vote | % |
| ----------------------- | ---- | - |
| Odette Simoneau         |      |   |

- Démission de Jean-Noël Veillette (conseiller #3) le 17 avril 2018[3].

- Démission de Sylvie Bouffard (conseillère #6) le 8 mai 2018[4].

- Gabrielle Trigaux et Marie-Claude Saucier sont respectivement élues conseillères #3 et #6 le 15 juillet 2018[5].

| Candidats conseiller #3 | Vote | % |
| ----------------------- | ---- | - |
| Gabrielle Trigaux       |      |   |

| Candidats conseiller #6 | Vote | % |
| ----------------------- | ---- | - |
| Marie-Claude Saucier    |      |   |

- Démission de Jean-Daniel Laberge (conseiller #5) le 28 septembre 2018[6].

- Alain Leprince est élu conseiller #5 le 18 novembre 2018[7].

| Candidats conseiller #5 | Vote | % |
| ----------------------- | ---- | - |
| Alain Leprince          |      |   |

- Démission du maire Denis Santerre pour raisons de santé en juillet 2021[8].

- Véronique Lamarre assure le rôle de mairesse suppléante jusqu'à l'élection de Marie-Claude Saucier (conseillère #6) à la mairie par cooptation le 5 juillet 2021[9],[8].

| Candidats pour la mairie Élection par le conseil | Vote | % |
| ------------------------------------------------ | ---- | - |
| Marie-Claude Saucier (Sortante d'un autre poste) |      |   |

## Grosses-Roches
| Candidats pour la mairie                        | Vote | %     |
| ----------------------------------------------- | ---- | ----- |
| Victoire Marin                                  | 128  | 51,20 |
| Pâquerette Coulombe (Sortante d'un autre poste) | 122  | 48,80 |
| Taux de participation : 68,6 %                  |      |       |

| Candidats conseiller #1     | Vote            | %               |
| --------------------------- | --------------- | --------------- |
| Dominique Ouellet (Sortant) | Sans opposition | Sans opposition |

| Candidats conseiller #2 | Vote            | %               |
| ----------------------- | --------------- | --------------- |
| Sylvain Tremblay        | Sans opposition | Sans opposition |

| Candidats conseiller #3 | Vote            | %               |
| ----------------------- | --------------- | --------------- |
| Sonia Bérubé            | Sans opposition | Sans opposition |

| Candidats conseiller #4                       | Vote | %     |
| --------------------------------------------- | ---- | ----- |
| Serge Leblanc                                 | 142  | 57,03 |
| Jean-Yves St-Louis (Sortant d'un autre poste) | 107  | 42,97 |

| Candidats conseiller #5 | Vote            | %               |
| ----------------------- | --------------- | --------------- |
| Nicole Côté             | Sans opposition | Sans opposition |

| Candidats conseiller #6 | Vote            | %               |
| ----------------------- | --------------- | --------------- |
| Carol Fournier          | Sans opposition | Sans opposition |

## Les Méchins
| Candidats pour la mairie                   | Vote | %     |
| ------------------------------------------ | ---- | ----- |
| Dominic Roy                                | 411  | 73,52 |
| Clément Marceau (Sortant d'un autre poste) | 114  | 20,39 |
| Alain Dugas (Sortant)                      | 34   | 6,08  |
| Taux de participation : N/A %              |      |       |

| Candidats conseiller #1 | Vote | %     |
| ----------------------- | ---- | ----- |
| Normande Tremblay       | 272  | 50,37 |
| Mario Gagné             | 268  | 49,63 |

| Candidats conseiller #2 | Vote            | %               |
| ----------------------- | --------------- | --------------- |
| Robin Savard            | Sans opposition | Sans opposition |

| Candidats conseiller #3   | Vote | %     |
| ------------------------- | ---- | ----- |
| Linda Bernier             | 376  | 68,49 |
| Gaston Bouchard (Sortant) | 173  | 31,51 |

| Candidats conseiller #4      | Vote | %     |
| ---------------------------- | ---- | ----- |
| Francine Lebel               | 198  | 36,46 |
| Francine Verreault           | 192  | 35,36 |
| Marcel Guillemette (Sortant) | 153  | 28,18 |

| Candidats conseiller #5    | Vote            | %               |
| -------------------------- | --------------- | --------------- |
| Bruno Lefrançois (Sortant) | Sans opposition | Sans opposition |

| Candidats conseiller #6   | Vote | %     |
| ------------------------- | ---- | ----- |
| Guylaine Bouchard         | 373  | 68,57 |
| Benoît Frenette (Sortant) | 171  | 31,43 |

## Matane
| Candidats pour la mairie       | Vote  | %     |
| ------------------------------ | ----- | ----- |
| Jérôme Landry (Sortant)        | 3 251 | 65,97 |
| Jean-Claude Harrison           | 1 677 | 34,04 |
| Taux de participation : 44,0 % |       |       |

| Candidats district #1 | Vote | %     |
| --------------------- | ---- | ----- |
| Eddy Métivier         | 712  | 75,50 |
| Renée Bérubé          | 231  | 24,50 |

| Candidats district #2 | Vote | %     |
| --------------------- | ---- | ----- |
| Jean-Pierre Levasseur | 412  | 56,05 |
| Frédéric Boivin       | 323  | 43,95 |

| Candidats district #3 | Vote | %     |
| --------------------- | ---- | ----- |
| Nelson Gagnon         | 246  | 29,53 |
| Paul Gauthier         | 207  | 24,85 |
| Thérèse Sagna         | 192  | 23,05 |
| Nicolas Harrisson     | 188  | 22,57 |

| Candidats district #4 | Vote | %     |
| --------------------- | ---- | ----- |
| Annie Veillette       | 355  | 48,63 |
| Martin Charette       | 345  | 47,26 |
| Danielle Pelletier    | 30   | 4,11  |

| Candidats district #5   | Vote | %     |
| ----------------------- | ---- | ----- |
| Steven Levesque         | 379  | 50,47 |
| Nelson Simard (Sortant) | 372  | 49,53 |

| Candidats district #6  | Vote | %     |
| ---------------------- | ---- | ----- |
| Steve Girard (Sortant) | 542  | 52,93 |
| Philippe Savard        | 413  | 40,33 |
| Richard Morisset       | 69   | 6,74  |

## Saint-Adelme
| Candidats pour la mairie     | Vote            | %               |
| ---------------------------- | --------------- | --------------- |
| Jean-Roland Lebrun (Sortant) | Sans opposition | Sans opposition |

| Candidats conseiller #1   | Vote            | %               |
| ------------------------- | --------------- | --------------- |
| Jeannot Marquis (Sortant) | Sans opposition | Sans opposition |

| Candidats conseiller #2  | Vote            | %               |
| ------------------------ | --------------- | --------------- |
| Josée Marquis (Sortante) | Sans opposition | Sans opposition |

| Candidats conseiller #3   | Vote            | %               |
| ------------------------- | --------------- | --------------- |
| Marcel Gauthier (Sortant) | Sans opposition | Sans opposition |

| Candidats conseiller #4     | Vote            | %               |
| --------------------------- | --------------- | --------------- |
| Johanne Thibault (Sortante) | Sans opposition | Sans opposition |

| Candidats conseiller #5    | Vote            | %               |
| -------------------------- | --------------- | --------------- |
| Clément Gauthier (Sortant) | Sans opposition | Sans opposition |

| Candidats conseiller #6                   | Vote            | %               |
| ----------------------------------------- | --------------- | --------------- |
| Julien Ouellet (Sortant d'un autre poste) | Sans opposition | Sans opposition |

- Démission de Marcel Gauthier (conseiller #3) peu avant le 3 septembre 2019[10].

- Cynthia D'Astous entre au conseil à titre de conseillère #3 autour du 16 janvier 2020[11].

| Candidats conseiller #3 | Vote | % |
| ----------------------- | ---- | - |
| Cynthia D'Astous        |      |   |

## Saint-Jean-de-Cherbourg
| Candidats pour la mairie       | Vote | %     |
| ------------------------------ | ---- | ----- |
| Francine Ouellet Leclerc       | 74   | 69,81 |
| Darlène Banville               | 32   | 30,19 |
| Taux de participation : 70,4 % |      |       |

| Candidats conseiller #1      | Vote            | %               |
| ---------------------------- | --------------- | --------------- |
| Carolle St-Pierre (Sortante) | Sans opposition | Sans opposition |

| Candidats conseiller #2  | Vote            | %               |
| ------------------------ | --------------- | --------------- |
| Maurice Gagnon (Sortant) | Sans opposition | Sans opposition |

| Candidats conseiller #3 | Vote            | %               |
| ----------------------- | --------------- | --------------- |
| Mélanie Dubé (Sortante) | Sans opposition | Sans opposition |

| Candidats conseiller #4 | Vote            | %               |
| ----------------------- | --------------- | --------------- |
| Victorienne Gagné       | Sans opposition | Sans opposition |

| Candidats conseiller #5  | Vote | %     |
| ------------------------ | ---- | ----- |
| Francine Michaud         | 56   | 52,83 |
| Reynold Henley (Sortant) | 50   | 47,17 |

| Candidats conseiller #6    | Vote            | %               |
| -------------------------- | --------------- | --------------- |
| Donald Harrisson (Sortant) | Sans opposition | Sans opposition |

- Jocelyn Bergeron remplace Victorienne Gagné (conseillère #4) en cours de mandat.

- Mélanie Dubé (conseillère #3) démissionne avant la fin de son mandat.

## Saint-Léandre
| Candidats pour la mairie                    | Vote            | %               |
| ------------------------------------------- | --------------- | --------------- |
| Steve Castonguay (Sortant d'un autre poste) | Sans opposition | Sans opposition |

| Candidats conseiller #1                   | Vote | %     |
| ----------------------------------------- | ---- | ----- |
| Gilles Rioux                              | 157  | 73,36 |
| Andrée Blouin (Sortante d'un autre poste) | 57   | 26,64 |

| Candidats conseiller #2 | Vote | %     |
| ----------------------- | ---- | ----- |
| Guylaine Ouellet        | 111  | 51,63 |
| Éric Simoneau           | 104  | 48,37 |

| Candidats conseiller #3 | Vote            | %               |
| ----------------------- | --------------- | --------------- |
| Rose Lagacé             | Sans opposition | Sans opposition |

| Candidats conseiller #4 | Vote | %     |
| ----------------------- | ---- | ----- |
| Julie Michaud           | 122  | 56,48 |
| Marie-Hélène Ouellet    | 94   | 43,52 |

| Candidats conseiller #5 | Vote            | %               |
| ----------------------- | --------------- | --------------- |
| Emmanuel Bernier        | Sans opposition | Sans opposition |

| Candidats conseiller #6 | Vote            | %               |
| ----------------------- | --------------- | --------------- |
| Normand Lévesque        | Sans opposition | Sans opposition |

- Démission d'Emmanuel Bernier (conseiller #5) peu avant le 6 août 2018[12].

- Andrée Blouin devient conseillère #5 autour de septembre-octobre 2019[13].

| Candidats conseiller #5 | Vote | % |
| ----------------------- | ---- | - |
| Andrée Blouin           |      |   |

- Démission en bloc de Rose Lagacé (conseillère #3), Guylaine Ouellet (conseillère #2), Gilles Rioux (conseiller #1) et Normand Lévesque (conseiller #6) le 3 septembre 2019[14].

- Jean-Martin Villeneuve, Gilles Murray, Marc-André Bérubé et Joyce Truchon sont élus par acclamation respectivement conseiller #1, #2, #3 et #6 le 1er novembre 2019[15].

| Candidats conseiller #1 | Vote            | %               |
| ----------------------- | --------------- | --------------- |
| Jean-Martin Villeneuve  | Sans opposition | Sans opposition |

| Candidats conseiller #2 | Vote            | %               |
| ----------------------- | --------------- | --------------- |
| Gilles Murray           | Sans opposition | Sans opposition |

| Candidats conseiller #3 | Vote            | %               |
| ----------------------- | --------------- | --------------- |
| Marc-André Bérubé       | Sans opposition | Sans opposition |

| Candidats conseiller #6 | Vote            | %               |
| ----------------------- | --------------- | --------------- |
| Joyce Truchon           | Sans opposition | Sans opposition |

## Saint-René-de-Matane
| Candidats pour la mairie               | Vote            | %               |
| -------------------------------------- | --------------- | --------------- |
| Rémi Fortin (Sortant d'un autre poste) | Sans opposition | Sans opposition |

| Candidats conseiller #1 | Vote            | %               |
| ----------------------- | --------------- | --------------- |
| Joyce Bérubé (Sortante) | Sans opposition | Sans opposition |

| Candidats conseiller #2 | Vote            | %               |
| ----------------------- | --------------- | --------------- |
| Julie Gagné             | Sans opposition | Sans opposition |

| Candidats conseiller #3    | Vote            | %               |
| -------------------------- | --------------- | --------------- |
| Johanne Fillion (Sortante) | Sans opposition | Sans opposition |

| Candidats conseiller #4 | Vote            | %               |
| ----------------------- | --------------- | --------------- |
| Lyne Gagnon             | Sans opposition | Sans opposition |

| Candidats conseiller #5 | Vote            | %               |
| ----------------------- | --------------- | --------------- |
| Roger Vaillancourt      | Sans opposition | Sans opposition |

| Candidats conseiller #6      | Vote            | %               |
| ---------------------------- | --------------- | --------------- |
| Jean-Pierre Martel (Sortant) | Sans opposition | Sans opposition |

- Julie Gagné remplace Berthe Fortin au poste de conseillère #2 en cours de mandat.

- Serge Fillion remplace Jean-Pierre Martel au poste de conseiller #6 en cours de mandat.

## Saint-Ulric
| Pierre Lagacé (Sortant d'un autre poste) | 334 | 50,38 |
| Serge Gendron (Sortant)                  | 215 | 32,43 |
| Pascal Gauthier                          | 114 | 17,19 |
| Taux de participation : 50,6 %           |     |       |

| Candidats conseiller #1    | Vote | %     |
| -------------------------- | ---- | ----- |
| Gaétan Bergeron            | 387  | 58,99 |
| Patrice Gauthier (Sortant) | 269  | 41,01 |

| Candidats conseiller #2  | Vote            | %               |
| ------------------------ | --------------- | --------------- |
| Annie Bernier (Sortante) | Sans opposition | Sans opposition |

| Candidats conseiller #3 | Vote | %     |
| ----------------------- | ---- | ----- |
| Nancy Paquet            | 414  | 62,54 |
| Richard Lamarre         | 248  | 37,46 |

| Candidats conseiller #4 | Vote            | %               |
| ----------------------- | --------------- | --------------- |
| Michel Caron            | Sans opposition | Sans opposition |

| Candidats conseiller #5     | Vote | %     |
| --------------------------- | ---- | ----- |
| Jean-François Caron         | 379  | 56,82 |
| Sylvie Pelletier (Sortante) | 288  | 43,18 |

| Candidats conseiller #6    | Vote | %     |
| -------------------------- | ---- | ----- |
| Steve Bernier              | 553  | 84,17 |
| Denis Castonguay (Sortant) | 104  | 15,83 |

## Sainte-Félicité
| Candidats pour la mairie | Vote | % |
| ------------------------ | ---- | - |
| Aucune candidature       |      |   |

| Candidats conseiller #1  | Vote            | %               |
| ------------------------ | --------------- | --------------- |
| Sandra Bérubé (Sortante) | Sans opposition | Sans opposition |

| Candidats conseiller #2   | Vote | %     |
| ------------------------- | ---- | ----- |
| Éric Normand              | 207  | 63,50 |
| Patrice Truchon (Sortant) | 119  | 36,50 |

| Candidats conseiller #3 | Vote            | %               |
| ----------------------- | --------------- | --------------- |
| Andrew Turcotte         | Sans opposition | Sans opposition |

| Candidats conseiller #4 | Vote            | %               |
| ----------------------- | --------------- | --------------- |
| Tita St-Gelais          | Sans opposition | Sans opposition |

| Candidats conseiller #5     | Vote            | %               |
| --------------------------- | --------------- | --------------- |
| Bernard Harrisson (Sortant) | Sans opposition | Sans opposition |

| Candidats conseiller #6                   | Vote            | %               |
| ----------------------------------------- | --------------- | --------------- |
| Fidélio Simard (Sortant d'un autre poste) | Sans opposition | Sans opposition |

- Élection partielle au poste de maire le 9 février 2018[16].
  - Le conseiller #3 Andrew Turcotte est nommé maire sans opposition[16].

| Candidats pour la mairie                   | Vote            | %               |
| ------------------------------------------ | --------------- | --------------- |
| Andrew Turcotte (Sortant d'un autre poste) | Sans opposition | Sans opposition |

- Élection partielle au poste de conseiller #3 le 11 mars 2018[17].
  - Élection de Diane Marceau au poste de conseillère #3[17].

| Diane Marceau                               | 96 | 45,93 |
| Vanessa Fournier-Charest                    | 68 | 32,54 |
| Cindy Côté-Bernier                          | 45 | 21,53 |
| Taux de participation : 209 / 909 (22,99 %) |    |       |

## Sainte-Paule
| Pierre Dugré (Sortant)         | 94 | 61,84 |
| Adrien Pelletier               | 58 | 38,16 |
| Taux de participation : 61,1 % |    |       |

| Candidats conseiller #1       | Vote            | %               |
| ----------------------------- | --------------- | --------------- |
| Claude Vaillancourt (Sortant) | Sans opposition | Sans opposition |

| Candidats conseiller #2 | Vote            | %               |
| ----------------------- | --------------- | --------------- |
| Mylaine Bégin           | Sans opposition | Sans opposition |

| Candidats conseiller #3 | Vote            | %               |
| ----------------------- | --------------- | --------------- |
| Urbain Bérubé (Sortant) | Sans opposition | Sans opposition |

| Candidats conseiller #4 | Vote            | %               |
| ----------------------- | --------------- | --------------- |
| Chantal Leclerc         | Sans opposition | Sans opposition |

| Candidats conseiller #5    | Vote | %     |
| -------------------------- | ---- | ----- |
| Réginald Lizotte (Sortant) | 89   | 58,55 |
| Réjean Dubé                | 63   | 41,45 |

| Candidats conseiller #6  | Vote | %     |
| ------------------------ | ---- | ----- |
| Suzanne Vinet (Sortante) | 85   | 56,29 |
| Sabin Pelletier          | 66   | 43,71 |

- Démission de Réginald Lizotte (conseiller #5 depuis 2015) en février 2020[18].